# Neovisni za Hrvatsku
Neovisni za Hrvatsku (NHR), hrvatska je desna politička stranka. Sadašnja predsjednica stranke je Bruna Esih.

## Povijest

### Osnivanje stranke
Stranka Neovisni za Hrvatsku osnovana je 1. lipnja 2017. godine u Zagrebu pod prvotnim nazivom Bruna Esih – Zlatko Hasanbegović: Neovisni za Hrvatsku, a upisana je u Registar političkih stranaka 26. lipnja 2017. godine. Osnovali su je Bruna Esih i Zlatko Hasanbegović. Na Osnivačkome saboru stranke za predsjednicu stranke izabrana je Bruna Esih. Glavni tajnik stranke je Ivo Mikić, a stranka nema dopredsjednika nego samo predsjedništvo. U Hrvatskome saboru stranka ima jednu zastupnicu (Bruna Esih). 

### Raskol Esih i Hasanbegovića
Nakon razlaza s predsjednicom stranke Brunom Esih Zlatko Hasanbegović u srpnju 2019. godine napustio je stranku i s jednim dijelom članova bivše stranke osnovao je stranku Blok za Hrvatsku.

### Nestanak saborskog kluba
Od rujna 2019. godine stranka više nema saborski klub budući da su Željko Glasnović i Zlatko Hasanbegović sa zastupnikom stranke Hrast Hrvojem Zekanovićem utemeljili Klub zastupnika hrvatskih suverenista i nezavisnih zastupnika Željka Glasnovića i Zlatka Hasanbegovića.

## Izborni rezultati
| Izbori | U koaliciji sa | Broj birača        | %                  | Broj zastupnika u saboru | Promjena   | Dio Vlade? |
| Izbori | U koaliciji sa | (cijela koalicija) | (cijela koalicija) | (samo NHR)               | (samo NHR) | (samo NHR) |
| ------ | -------------- | ------------------ | ------------------ | ------------------------ | ---------- | ---------- |
| 2020.  | Desna liga     | 7 266              | 0,44               | 0 / 151                  | ▬          | Oporba     |

| Izbori | U koaliciji sa | Broj birača        | %                  | Broj zastupnika u EP-u | Promjena   |
| Izbori | U koaliciji sa | (cijela koalicija) | (cijela koalicija) | (samo NHR)             | (samo NHR) |
| ------ | -------------- | ------------------ | ------------------ | ---------------------- | ---------- |
| 2019.  | HSP            | 46 970             | 4,37               | 0 / 12                 | ▬          |

DIP